# Nassarius corniculum
Nassarius corniculum là một loài ốc biển, là động vật thân mềm chân bụng sống ở biển thuộc họ Nassariidae.

### Tritia corniculum var. minor

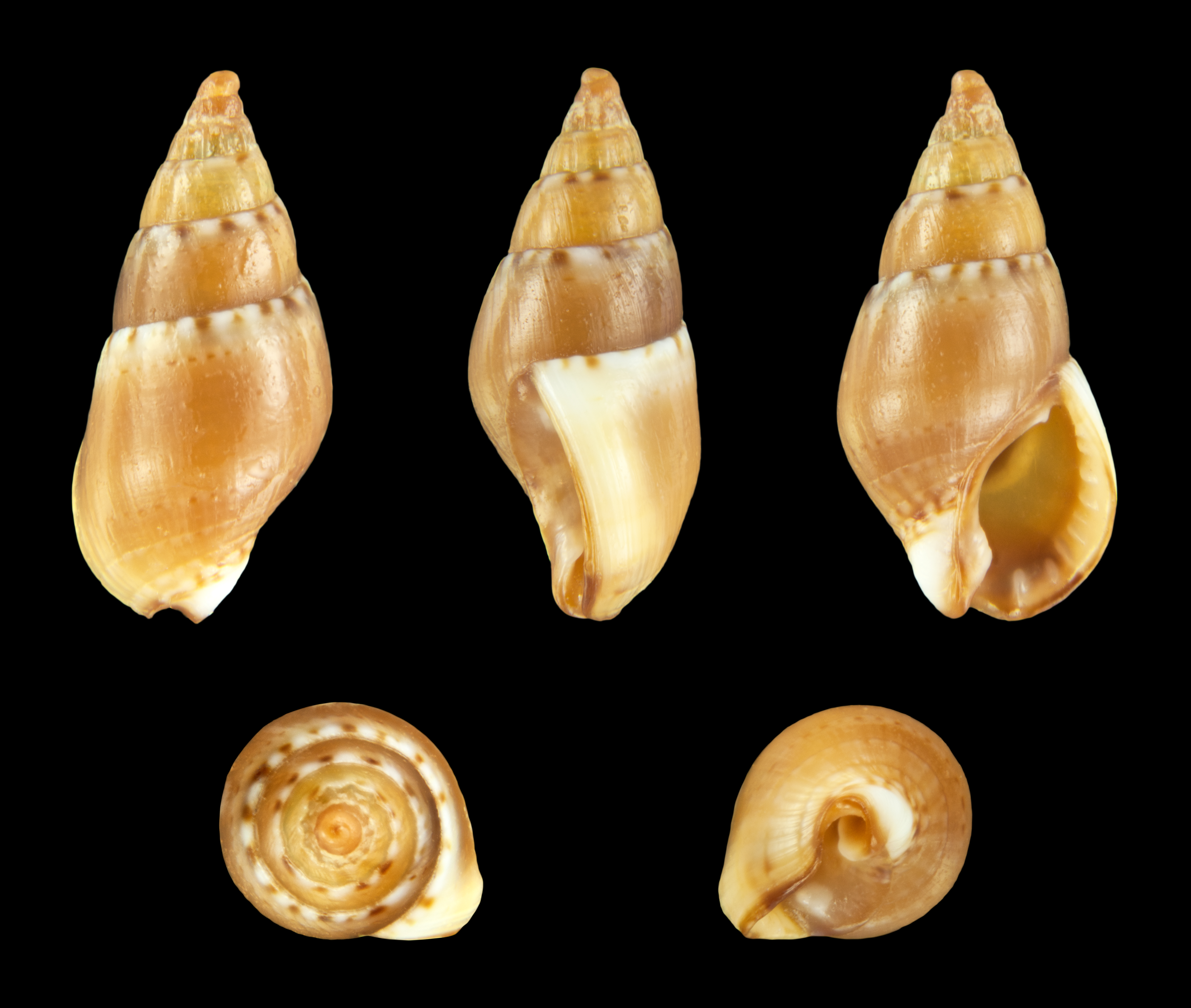
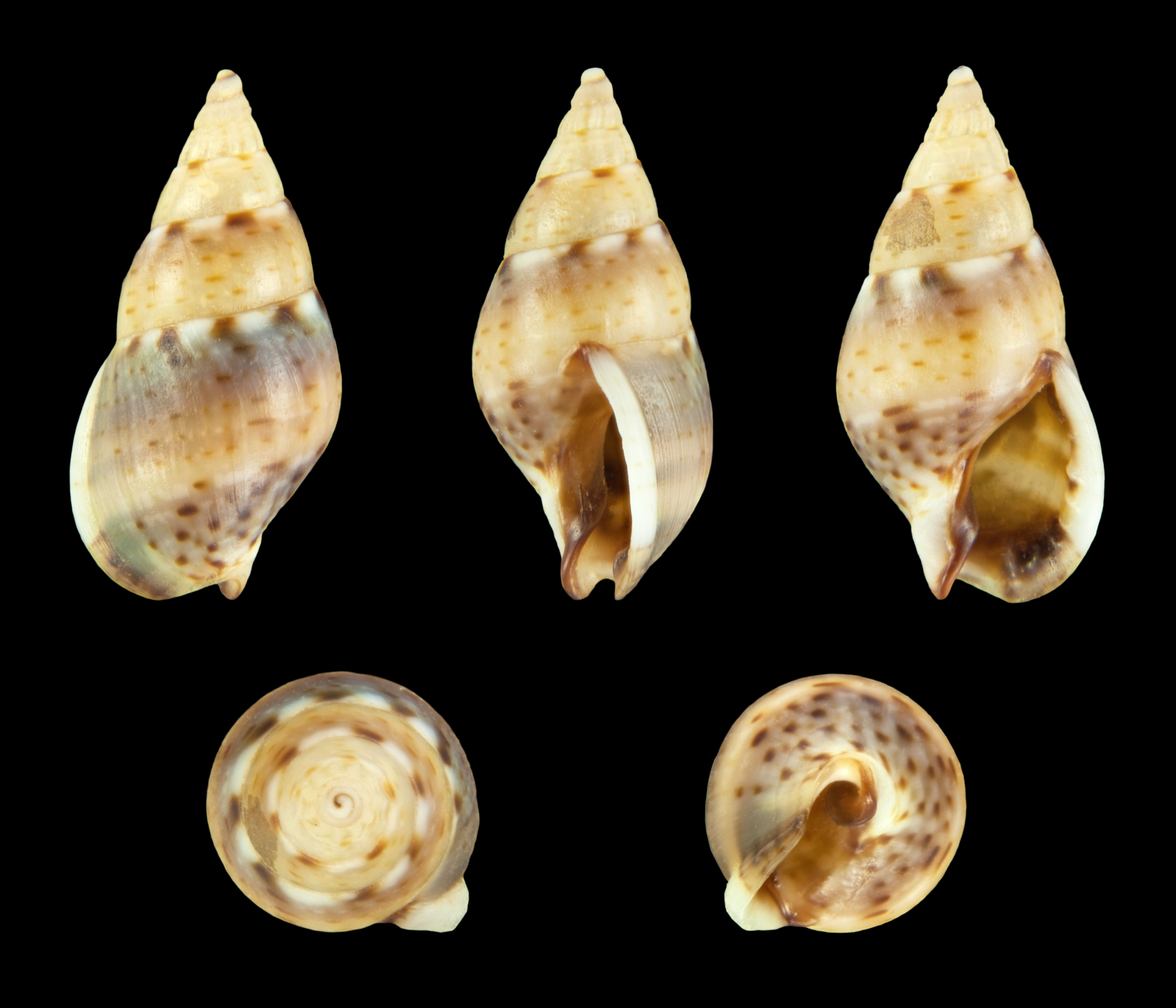